# Joven con sombrero marrón
Joven con sombrero marrón (también conocida como Una parisina), es una obra del pintor Édouard Manet, realizada en 1882 con pastel seco sobre lienzo. 
Édouard Manet nació en 1832, fue alumno del pintor Thomas Couture en la Academia de Bellas Artes de París. Presentó obras en los Salones y en 1861, con veintinueve años de edad, se le otorgó una mención honorífica por su pintura El cantante español.
En el Salón de París de 1863 fueron rechazados aproximadamente 3000 obras de diversos artistas por provocar indignación, entre ellos estuvo Manet con la pintura Almuerzo sobre la hierba.
En 1968 conoció a la que sería su alumna y cuñada Berthe Morisot, quien se convirtió en una de las mujeres artistas del Impresionismo y a quien en 1872 inmortalizó en Retrato de Berthe Morisot. 
Un año antes de su muerte, se trasladó a la región de Rueil-Malmaison, donde se dedicó a la creación de naturalezas muertas y retratos. Este pastel es probablemente de esta etapa.
Esta obra le perteneció al artista y fue subastada de manera póstuma en el Hôtel Drouot de la capital francesa. Ahí fue adquirida por el gran comerciante de arte Paul Durand-Ruel.
La pieza fue publicada en el catálogo razonado Historia de Édouard Manet y su obra de T. Duret y fue citada con el nombre de La obrera en Toda la obra pintada de Édouard Manet.